# Youssef Aftimus
Youssef Aftimus (né le 25 novembre 1866 et décédé le 10 septembre 1952) est un ingénieur civil et architecte libanais spécialiste de l'architecture néo-mauresque. Aftimus était le principal architecte et urbaniste libanais pendant la première moitié du XXe siècle, il est l'auteur de nombreux monuments bien connus de Beyrouth tels que le bâtiment de la municipalité de Beyrouth, la tour de l'horloge Hamidiyyeh du Grand Sérail, la Fontaine Hamidiyyeh et le bâtiment Barakat,. Aftimus était également un universitaire, journaliste, urbaniste visionnaire, patriote, politicien et philanthrope.

## Jeunesse
Youssef Aftimus est né le 25 novembre 1866 dans une famille gréco-catholique de la ville historique de Deir-el-Qamar. Aftimus a fréquenté l'école au Collège des Frères Maristes dans sa ville natale à partir de 1875. En 1879, il fut transféré au Collège protestant syrien (plus tard connu sous le nom d'Université américaine de Beyrouth pour terminer ses études où il obtint un baccalauréat ès arts. Aftimus a enseigné l'arabe à son université pendant deux ans et a co-écrit un manuel de grammaire arabe avant de partir pour New York où il a étudié le génie civil à l'Union College à partir de 1885. Il est diplômé de l'UC en 1891,. La compagnie de chemin de fer de Pennsylvanie a présenté à Aftimus son premier emploi ; il a travaillé sur le canal d'Hudson et les chemins de fer de Pennsylvanie. Il a ensuite été recruté par la Thomson-Houston Electric Company puis pour General Electric.
En 1893, Aftimus travailla pour un pionnier de l'architecture néo-mauresque et fut choisi pour concevoir les pavillons « Palais persan », « Village turc » et « Rue du Caire » pour l'Exposition universelle de 1893 de Chicago. La rue du Caire était une attraction particulièrement populaire de la foire,. Aftimus a continué à travailler sur le pavillon égyptien à l'Exposition internationale d'Anvers de 1894 et l'année suivante, il se rendit à Berlin pour un vaste voyage de recherche sur l'ingénierie de la construction avant de retourner à Beyrouth à la fin de 1896. En 1898, Youssef est recruté par la Municipalité de Beyrouth comme ingénieur municipal et il dirige la construction de la tour de l'Horloge du Grand Sérail. Au cours de son travail à Beyrouth, il a rencontré Manouk Avedissian, mieux connu sous le nom de Bechara Effendi al-Muhandes, son futur beau-père. Il a épousé Rose Avedissian le 1er mai 1899.

## Carrière

### Carrière au Liban
Entre 1898 et 1903, Youssef Aftimus devient ingénieur de la municipalité de Beyrouth, il conçoit la fontaine Hamidiyyeh en 1900 qui est dédiée par la municipalité de Beyrouth au sultan Abdelhamid II. La fontaine, à l'origine sur la place Riad el-Solh / as-Sour, a ensuite été déplacée et se trouve toujours dans le Jardin René-Moawad. En 1911, Aftimus fonde un bureau de consultants en partenariat avec Emile Kacho, également ingénieur. Aftimus a remporté le concours de design de l'hôtel de ville de Beyrouth en 1923, le bâtiment municipal se trouve toujours au carrefour Weygand et Foch. Aftimus a été ministre des Travaux publics dans le gouvernement de 1926-1927 dirigé par Auguste Basha Adib.
En plus de ses travaux d'ingénierie, Aftimos a publié un traité d'architecture sur l'architecture arabe intitulé العرب في فن البناء. Il a également été élu membre de l'Académie arabe basée à Damas et président de l'association des anciens du Collège protestant syrien. Aftimus a aidé à fonder et à diriger une organisation caritative à but non lucratif visant à éliminer la tuberculose.

#### Autres travaux
- 1920 : Damour : Vieux pont fluvial de Damour (bombardé en 1941)[5].
- 1923 : Hôtel de ville de Beyrouth.
- 1924 : Nabatiyeh : approvisionnement en eau potable.
- 1924 : Bâtiment Nicolas Barakat.
- 1925 : Bâtiments de l' hôpital Hôtel-Dieu de France.
- 1927 : Construction de la maison Aftimus (Kantari).
- 1929 : Conférence sur l'architecture arabe (Mort de son fils Fouad Aftimus).
- 1929 : Bâtiment Issa (Hopital Trad), abritant le consulat américain.
- 1929 : Grand Théâtre des Milles et Une Nuit à Beyrouth [4],[7].
- 1932 : Bâtiment Zouheir (Université Haïgazian).
- 1933 : Bâtiment de la municipalité de Beyrouth, Sage Hall, Collège universitaire de Beyrouth (BUC).

#### Projets non réalisés
- 1935 : projet non construit pour une cathédrale gréco-catholique[4].

### Travail à l'étranger
- 1903 : projets d'irrigation en Haute-Égypte pour le gouvernement égyptien.
- 1910 : Iran : travaille dans le nord du pays[4].

## Impact

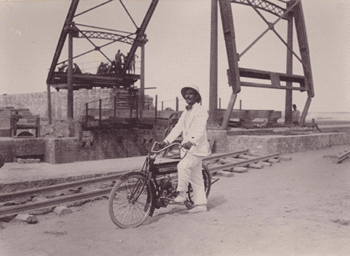
Youssef Aftimus - Haute Égypte - 1903

La fin du XIXe siècle a vu un mouvement de renouveau culturel ottoman visant à définir un style architectural ottoman qui a été déclenché par la publication en 1873 d'Usul-i Mimari-i Osmani (Principes de l'architecture ottomane), commandé par Ibrahim Edhem Pacha. Le revivalisme architectural ottoman était très éclectique et s'inspirait de nombreux styles, notamment le baroque ottoman (voir l'architecture ottomane), l'architecture islamique moderne, les Beaux-Arts vernaculaires, le néoclassicisme. La participation d'Aftimus à l'exposition universelle de Chicago a été sa rupture en tant qu'architecte revivaliste ottoman. Bien qu'il ait peu de connaissances sur la culture architecturale d'Istanbul, son travail d'expatrié pour le gouvernement ottoman l'a familiarisé avec les tendances particulières de la capitale ottomane. Aftimus a introduit ce style revivaliste ottoman d' Istanbul et de l'Exposition universelle de Chicago à Beyrouth à la fin du XIXe siècle. Son influence architecturale dominera plus tard les constructions publiques de Beyrouth au cours des deux dernières décennies de la domination ottomane sur le Liban.

## La polémique de la «Maison jaune»
La résidence de la Famille Barakat, également connue sous le nom de « Maison jaune », a été conçue par Aftimus et devait être démolie en 1997 car elle a été fortement endommagée pendant la guerre civile libanaise. Ce bâtiment est situé dans le quartier Sodeco de l'Achrafieh, à l'intersection de la ligne de démarcation entre les zones chrétiennes et musulmanes pendant la guerre civile. Il a été sauvé par des militants libanais (en particulier l'architecte Mona Hallak) qui ont publié des articles sur le bâtiment presque quotidiennement dans la presse, rédigé des pétitions et organisé des rassemblements devant le bâtiment. En 2000, l' Atelier de Recherche ALBA a réalisé une installation à grande échelle basée sur l'histoire de ce bâtiment et du quartier. Les protestations ont finalement conduit à la suspension de la décision de détruire le bâtiment Barakat en 2003 et la municipalité de Beyrouth a décidé de l'acquérir afin d'y installer un musée de la mémoire Beyrouthine avec des artefacts retraçant les 7 000 ans d'histoire de la ville. La commune a été soutenue par la France pour faire avancer la restauration,.